# 御用新聞
御用新聞（ごようしんぶん）とは、政治権力の保護を受けて、その政策や方針を擁護・宣伝する立場を採る新聞のこと。

## 概要
欧米においては政治的立場、特に保守（右派）・革新（左派）を明確に標榜する新聞は珍しくないが、日本に見られた御用新聞は、権力と密接に結びついてこれに迎合し、権力からの独立・自主性を欠くものが多かった（あるいは政府に反対する勢力からそのような非難を受けていた）。
明治時代初期の新聞は、江戸時代の御用商人・御用達と同様、明治政府の御用を務めることは名誉であると考えていた。これは、当時の日本社会では新聞も含めて官尊民卑の空気が強く、政府の御用が即ち社会的信頼であると捉える風潮が強かったこと、また、新聞が上意下達機能を果たすことによって文明開化路線の一翼を担い、社会を変える力になると考えられたからであった。実際、福地源一郎の『東京日日新聞』（現・毎日新聞）の売上が急激に伸びた一因として、1874年（明治7年）に「太政官御用達」に任命されたことが挙げられている。他にも『郵便報知新聞』（報知新聞を経て現・スポーツ報知）が駅逓寮（現・日本郵便）、『日新真事誌』が左院の御用達の資格を得ていた。
だが、自由民権運動以後の民衆の政治意識が高まる中で、御用新聞は政府に都合の良い事しか報じないとの非難を度々受けるようになる。『國民新聞』に至っては藩閥政府の手先として度々攻撃され、日比谷焼打事件や大正政変では実際に社屋が暴徒から襲撃されている。こうした状況から、次第に御用新聞としての立場に対するデメリットが認識されるようになり、御用とみなされていた新聞各社は、表面上は「中立公正」を掲げるようになっていった。

## 実例

### 明治維新から太平洋戦争まで
明治維新によって日本に近代的な商業新聞の考え方が持ち込まれたが、当初は政府の御用達を得ることによって信頼を得ようとする向きが残っており（前述）、東日、郵便報知など実際に御用達を獲得する媒体も目立った。

東日は、太政官日誌の廃刊に伴い官報が立ち上げられるまでの間、明治政府の広報機能を担っていた。

一方、1879年（明治12年）に大阪ローカルの小新聞として創刊した朝日新聞は、明治十四年の政変で参議大隈重信が政府から追放された翌年の1882年（明治15年）以降、初代内閣総理大臣伊藤博文率いる政府と三井銀行（現・三井住友銀行）から極秘裏に経営資金援助を受ける御用新聞として経営基盤を固めた。その間に東京の『めさまし新聞』を買収して『東京朝日新聞』を創刊し、東京に進出した。
日清戦争前後になると、対外強硬論や主戦論を前面に出した國民新聞、日本新聞、中央新聞が政府の御用新聞と指弾されるようになる。日比谷焼打事件では國民新聞が、1913年（大正2年）の大正政変では國民新聞・やまと新聞・二六新報、翌1914年（大正3年）のシーメンス事件では中央新聞と毎夕新聞が暴徒化した東京市民により襲撃された。
読売新聞は1923年 (大正12年)、関東大震災（大正関東地震）の襲来にともない経営不振に陥ったことをきっかけに、本庁刑事課長・警務部長を歴任しながらも虎ノ門事件（昭和天皇暗殺未遂）の責任を取らされ退官した直後だった警視庁OB正力松太郎を迎え入れた。正力は、品川主計、小林吉政などの警察官僚を積極的に経営・販売に迎え入れ、警察の御用新聞化を進めた。

その後も1932年（昭和7年）の5･15事件で中央新聞、1936年（昭和11年）の2･26事件では東朝・東日・國民・報知・時事新報の各紙と電報通信（現・電通グループ）本社が反乱兵に襲撃された。

### 戦後
民間商業新聞が政府や政党の機関紙、ないしは事実上の機関紙たる御用新聞となることは、大東亜戦争後の税制改正や、政治資金規正法の成立により無くなっていった。
戦後日本では政党・政治団体、宗教法人等が自ら発行する機関紙誌から得る収入（事業収入）は収益事業（営利事業）とみなされない限り法人税・所得税を納める必要がなくなったため、ほとんどの機関紙が組織内機関により編集・発行されるようになった。外部機関が発行する機関紙は、農業協同組合法改正により原則として株式会社や合同会社の形態でなければ営利事業を営めなくなったJA傘下の日本農業新聞や、家庭連合（旧・統一教会）系で商業新聞の体裁を取っている世界日報など、極めて限定されている。
しかし、21世紀の現代であっても、御用新聞とのレッテルを張られる商業新聞は少なからずみられる。

#### 産経新聞
産経新聞は1958年（昭和33年）、創業者の前田久吉が引退し後任の社長に水野成夫が就任する前後から『自民党政権、財界の機関紙』と目されるようになった。これは、版元の産業経済新聞社が抱えた巨額の債務を巡って、財界、特に経済四団体（経団連、旧日本経営者団体連盟、日本商工会議所、経済同友会）の要望と期待に応えた関係上の理由であり、1990年代以後自民党中心の連立政権（自社さ連立・自公連立）になった後も、国政政党への支持は自民党一本の姿勢を貫いており、国政選挙の度に自民党単独政権の樹立を主張している。
1970年（昭和45年）には国会審議で、時の自民党幹事長田中角栄が「我が党の政策に非常に理解のある産経を、宅配で購読して広めるように」との秘密通達を所属全議員に向けて発していたこと（9月）が採り上げられ、田中もこれを認めた。第2次安倍内閣発足ならびに2014年に発覚した朝日新聞の従軍慰安婦捏造記事事件以降「御用新聞」として朝日新聞を政府・自民党と一緒になって批判していると評される。

#### 読売新聞
2021年（令和3年）、大阪府が読売新聞大阪本社と「包括連携協定を締結」したと発表。事実上日本維新の会（大阪維新の会）の「御用新聞」になったと各方面から批判が出ている。